# Kakushi ken: oni no tsume
Kakushi ken: oni no tsume (隠し剣 鬼の爪? lett. "Lama nascosta: artiglio del demone") è un film del 2004 diretto da Yōji Yamada.
È il secondo capitolo della trilogia del samurai, basata sui racconti di Shūhei Fujisawa, iniziata con The Twilight Samurai (2002) e proseguita con Love and Honor (2006).

## Trama
Giappone, 1860 circa. Durante un periodo di forte contaminazione culturale con l'Occidente, due samurai, Munezo Katagiri e Samon Shimada, danno l'addio a un loro amico, Yaichiro Hazama, che parte per servire sotto lo shogunato di Edo (l'attuale Tokyo).
Sebbene si tratti di una posizione molto ambita, Munezo esprime a Samon le sue preoccupazioni nei confronti dell'amico che parte, poiché teme che possa cacciarsi nei guai. I suoi dubbi si fanno più pesanti quando Yaichiro dichiara l'intenzione di abbandonarsi ai piaceri sensuali di Edo, pur essendo felicemente sposato.

## Riconoscimenti
- 2004 - Hochi Film Award
  - Miglior attrice a Takako Matsu
- 2004 - Mainichi Film Concours
  - Miglior attrice non protagonista a Tomoko Tabata
- 2005 - Awards of the Japanese Academy Awards
  - Miglior direttore artistico a Yoshinobu Nishioka
  - Candidatura per il Miglior film a Yōji Yamada
  - Candidatura per il Miglior regista a Yōji Yamada
  - Candidatura per la Miglior attrice a Takako Mutsu
  - Candidatura per il Miglior attore non protagonista a Hidetaka Yoshioka
  - Candidatura per la Migliore sceneggiatura a Yoshitaka Asama e Yōji Yamada
  - Candidatura per la Miglior fotografia a Mutsuo Naganuma
  - Candidatura per le Migliori luci a Genken Nakaoka
  - Candidatura per il Miglior montaggio a Iwao Ishii
  - Candidatura per la Migliore colonna sonora a Isao Tomita
  - Candidatura per il Miglior sonoro a Kazumi Kishida
- 2005 - Festival internazionale del cinema di Berlino
  - Candidatura per l'Orso d'Oro
- 2005 - Valladolid International Film Festival
  - Candidatura per la Spiga d'Oro